# Kędzierzyn-Koźle
Kędzierzyn-Koźle este un oraș în Polonia.